# Le Lac-d'Issarlès
Le Lac-d'Issarlès est une commune française située dans le département de l'Ardèche, en région Auvergne-Rhône-Alpes. Sur son territoire se trouve un lac de cratère profond de 138 mètres, qui lui a donné son nom.(d’après Chantal Haldas)
Ses habitants sont appelés les Lacains.

## Géographie

### Situation et description
Située aux confins de la Haute-Loire, de la Lozère et de l'Ardèche, Le Lac-d'Issarlès se situe à 19 kilomètres de Langogne, 28 kilomètres du Puy-en-Velay et 34 kilomètres d'Aubenas.

### Climat
Pour des articles plus généraux, voir Climat d'Auvergne-Rhône-Alpes et Climat de l'Ardèche.
En 2010, le climat de la commune est de type climat de montagne, selon une étude du CNRS s'appuyant sur une série de données couvrant la période 1971-2000. En 2020, Météo-France publie une typologie des climats de la France métropolitaine dans laquelle la commune est exposée à un climat de montagne ou de marges de montagne et est dans la région climatique Sud-est du Massif Central, caractérisée par une pluviométrie annuelle de 1 000 à 1 500 mm, minimale en été, maximale en automne.
Pour la période 1971-2000, la température annuelle moyenne est de 8,1 °C, avec une amplitude thermique annuelle de 15,8 °C. Le cumul annuel moyen de précipitations est de 1 344 mm, avec 9,7 jours de précipitations en janvier et 6,3 jours en juillet. Pour la période 1991-2020, la température moyenne annuelle observée sur la station météorologique de Météo-France la plus proche, « Cros Géorand », sur la commune de Cros-de-Géorand à 6 km à vol d'oiseau, est de 8,0 °C et le cumul annuel moyen de précipitations est de 1 410,4 mm,. Pour l'avenir, les paramètres climatiques de la commune estimés pour 2050 selon différents scénarios d'émission de gaz à effet de serre sont consultables sur un site dédié publié par Météo-France en novembre 2022.

### Hydrographie
Le territoire de la commune de Lac-d'Issarlès est traversé par le Veyradeyre (ou ruisseau la Veyradeyre), lequel prend sa source dans la commune voisine du Béage. Long de 16,6 kilomètres, ce ruisseau se jette dans la Loire, rattachant ainsi le territoire de la commune au bassin de la Loire, alors que le territoire de la plupart des autres communes de son département sont rattachées au bassin du Rhône.

## Urbanisme

### Typologie
Au 1er janvier 2024, Le Lac-d'Issarlès est catégorisée commune rurale à habitat très dispersé, selon la nouvelle grille communale de densité à 7 niveaux définie par l'Insee en 2022.
Elle est située hors unité urbaine et hors attraction des villes,.

### Occupation des sols
L'occupation des sols de la commune, telle qu'elle ressort de la base de données européenne d’occupation biophysique des sols Corine Land Cover (CLC), est marquée par l'importance des forêts et milieux semi-naturels (73,2 % en 2018), en diminution par rapport à 1990 (85,6 %). La répartition détaillée en 2018 est la suivante : forêts (52,3 %), milieux à végétation arbustive et/ou herbacée (20,9 %), prairies (17,8 %), eaux continentales (6,9 %), zones urbanisées (2,1 %).
L'évolution de l’occupation des sols de la commune et de ses infrastructures peut être observée sur les différentes représentations cartographiques du territoire : la carte de Cassini (XVIIIe siècle), la carte d'état-major (1820-1866) et les cartes ou photos aériennes de l'IGN pour la période actuelle (1950 à aujourd'hui).

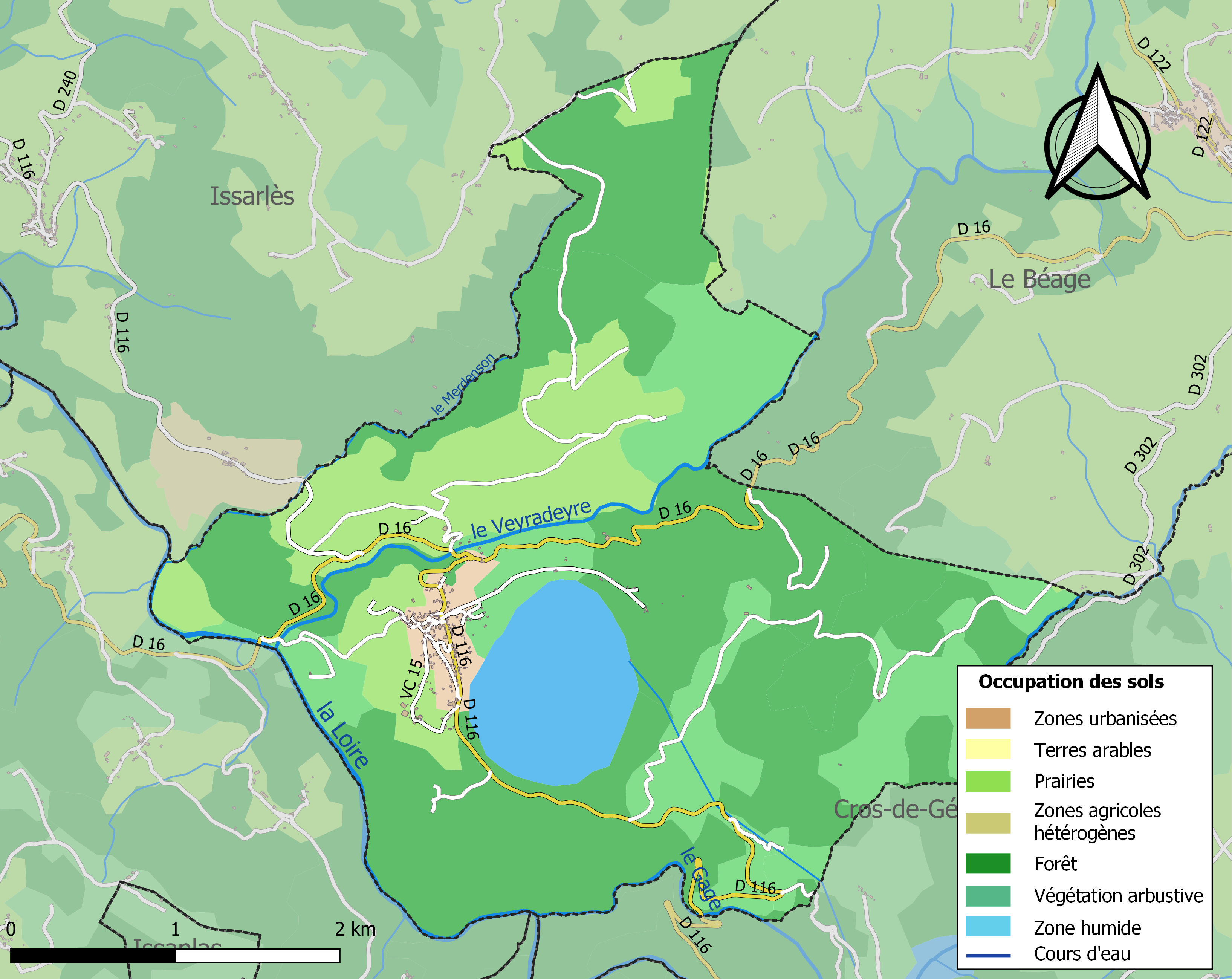
Carte des infrastructures et de l'occupation des sols de la commune en 2018 (CLC).

### Risques naturels

#### Risques sismiques
L'ensemble du territoire de la commune de Le Lac-d'Issarlès est situé en zone de sismicité no 2 (sur une échelle de 5), comme la plupart des communes situées sur le plateau et la montagne ardéchoise.
| Type de zone | Niveau           | Définitions (bâtiment à risque normal) |
| ------------ | ---------------- | -------------------------------------- |
| Zone 2       | Sismicité faible | accélération = 1,1 m/s2                |

## Histoire
Le Lac-d'Issarlès est une commune indépendante depuis 1929, créée à la demande de ses habitants par partition du territoire d'Issarlès.

## Politique et administration

### Liste des maires
| Période                                  | Période   | Identité         | Étiquette | Qualité                                                                                  |
| ---------------------------------------- | --------- | ---------------- | --------- | ---------------------------------------------------------------------------------------- |
| Les données manquantes sont à compléter. |           |                  |           |                                                                                          |
| 1929                                     |           | Léopold Teyssier |           | Hôtelier restaurateur du grand hôtel du lac. Cofondateur de la commune du Lac-d'Issarlès |
| 1935                                     |           | Léopold Teyssier |           | Hôtelier restaurateur du grand hôtel du lac. Cofondateur de la commune du Lac-d'Issarlès |
| 1945                                     |           | Clovis Vincent   |           |                                                                                          |
| 1953                                     |           | Clovis Vincent   |           |                                                                                          |
| 1959                                     |           | Clovis Vincent   |           |                                                                                          |
| 1965                                     |           | Albert Lafont    |           | Hôtelier restaurateur.                                                                   |
| 1965                                     |           | Albert Lafont    |           | Hôtelier restaurateur.                                                                   |
| années 1978                              |           | Fortuné Eyraud   |           |                                                                                          |
| années 1984                              |           | Fortuné Eyraud   |           |                                                                                          |
| années 1990                              |           | Fortuné Eyraud   |           |                                                                                          |
| années 1996                              | mars 2006 | Michel Mathieu   | DVD       | Retraité                                                                                 |
| années 2002                              | mars 2006 | Michel Mathieu   | DVD       | Retraité                                                                                 |
| 2006                                     | 2020      | Michel Gardes    | DVG       | Retraité de la manufacture d'armes de Saint-Étienne                                      |
| 2020                                     | En cours  | Laurence Prévost |           |                                                                                          |

## Population et société

### Démographie
L'évolution du nombre d'habitants est connue à travers les recensements de la population effectués dans la commune depuis 1931. Pour les communes de moins de 10 000 habitants, une enquête de recensement portant sur toute la population est réalisée tous les cinq ans, les populations de référence des années intermédiaires étant quant à elles estimées par interpolation ou extrapolation. Pour la commune, le premier recensement exhaustif entrant dans le cadre du nouveau dispositif a été réalisé en 2004.

En 2022, la commune comptait 251 habitants, en évolution de −16,33 % par rapport à 2016 (Ardèche : +2,48 %, France hors Mayotte : +2,11 %).
| 1931 | 1936 | 1946 | 1954 | 1962 | 1968 | 1975 | 1982 | 1990 |
| ---- | ---- | ---- | ---- | ---- | ---- | ---- | ---- | ---- |
| 450  | 423  | 358  | 555  | 304  | 253  | 284  | 290  | 261  |

| 1999 | 2004 | 2006 | 2009 | 2014 | 2019 | 2022 | - | - |
| ---- | ---- | ---- | ---- | ---- | ---- | ---- | - | - |
| 253  | 247  | 261  | 274  | 294  | 255  | 251  | - | - |

### Enseignement
La commune est rattachée à l'académie de Grenoble.

### Médias
Deux organes de presse écrite sont distribués dans la commune :
- L'Hebdo de l'Ardèche

Il s'agit d'un journal hebdomadaire français basé à Valence et diffusé à Privas depuis 1999. Il couvre l'actualité pour tout le département de l'Ardèche.
- Le Dauphiné libéré

Il s'agit d'un journal quotidien de la presse écrite française régionale distribué dans la plupart des départements de l'ancienne région Rhône-Alpes, notamment l'Ardèche. La commune est située dans la zone d'édition du centre-Ardèche (Privas).

### Cultes
La communauté catholique est rattachée à la paroisse Notre-Dame de la Montagne, elle-même rattachée au diocèse de Viviers.

## Culture locale et patrimoine

### Lieux et monuments
- Église Saint-Pierre du Lac-d'Issarlès.

### Héraldique
|  | Le Lac-d'Issarlès possède des armoiries dont l'origine et le blasonnement exact ne sont pas disponibles. |